# Rodolphe Saadé
Rodolphe Saadé (in arabo رودولف سعادة‎?) (Beirut, 3 marzo 1970) è un imprenditore franco-libanese, miliardario, presidente di CMA CGM, uno dei leader mondiali nei trasporti e nella logistica, figlio del fondatore del gruppo, Jacques Saadé.  È proprietario anche dei giornali La Provence, Corse-Matin e La Tribune tramite CMA CGM Médias.
Secondo Forbes, nel 2023 la sua famiglia è tra le più ricche della Francia e del Libano con un patrimonio stimato di 41,4 miliardi di dollari.

## Biografia
Rodolphe Saadé è nato il 3 marzo 1970 a Beirut, in Libano. È il figlio di Jacques Saadé, fondatore del gruppo CMA CGM. Sua madre, libanese, Naila Saadé (nata Salem) è originaria di Beirut ed è la sorella di Farid Salem, co-fondatore di CMA CGM.  Dopo aver conseguito una laurea in Commercio e Marketing presso la Concordia University di Montreal, ha fondato in Libano un'azienda di rifregeratori ad acqua chiamata Dynamic Concept. Presidente e amministratore delegato di questa società, ha fatto le prime esperienze di commercio internazionale in Libano e Siria.
Entra a far parte del gruppo CMA CGM, guidato dal padre, nel 1994 e inizialmente ricopre diversi incarichi a New York e Hong Kong prima di trasferirsi nella sede dell'azienda a Marsiglia. Tra il 1997 e il 2004 acquisisce responsabilità sempre più importanti all'interno del gruppo. Dal 1997 al 2000, Rodolphe Saadé è stato successivamente direttore delle linee Stati Uniti - Mediterraneo - Estremo Oriente - Nord Europa ed Estremo Oriente - Nord Europa - Costa occidentale degli Stati Uniti. Nominato direttore delle linee transatlantiche e transpacifiche nel 2000, ne è diventato vicepresidente nel 2002.
Dopo l'acquisizione di Delmas (compagnia di navigazione) da parte di CMA CGM nel 2005, si è occupato dell'espansione delle linee in Africa e nell'Oceano Indiano. Nel 2008 assume la direzione di questa compagnia specializzata in linee africane. Il 2008 è stato segnato anche dalla gestione della presa di ostaggi di una nave da crociera della Compagnie du Ponant (allora filiale della CMA CGM) durante la quale ha svolto un ruolo chiave nel condurre trattative con i rapitori e nel contribuire a liberare le vittime illese.
Nominato vicepresidente e membro del consiglio di amministrazione di CMA CGM nel 2010, ha curato nello stesso anno la ristrutturazione finanziaria del gruppo. Nel 2015, Rodolphe Saadé ha guidato l'offerta pubblica di acquisto per la totalità delle azioni di Neptune Orient Lines, una compagnia di trasporti marittimi con sede a Singapore, e un anno dopo è diventato presidente del consiglio di amministrazione di NOL. Nel 2016 ha guidato le trattative che consentiranno poi la firma di Ocean Alliance, un accordo operativo strategico con le compagnie di navigazione Cosco, Evergreen Marine Corporation e Orient Overseas Container Line. Questo accordo consente di offrire un servizio con tempi di transito rapidi, una frequenza di partenze competitiva e la più ampia copertura portuale sul mercato.

### Presidente e CEO di CMA CGM
Rodolphe Saadé è nominato direttore generale del gruppo CMA CGM nel febbraio 2017, poi presidente e amministratore delegato nel novembre dello stesso anno.
Sotto la sua guida la CMA CGM assume nell'aprile 2018 una partecipazione del 25% in CEVA Logistics durante la sua IPO per entrare in Borsa. Con questa acquisizione “CMA CGM crea un gruppo globale di trasporti e logistica”. Rodolphe Saadé trasferisce la sede di CEVA Logistics dalla Svizzera alla Francia. All'inaugurazione della nuova sede, nel novembre 2019, partecipa il primo ministro Édouard Philippe. CEVA completerà la sua ripresa nel 2021, diventando redditizia per la prima volta in più di 10 anni. La filiale entra a far parte delle prime 4 a livello mondiale nella logistica contrattuale, grazie all'acquisizione della divisione logistica del gruppo Ingram Micro. Questa operazione rafforza la presenza di CEVA negli Stati Uniti e in Europa e la sua esperienza nel commercio online.
Nell'agosto 2018, Rodolphe Saadé annuncia la creazione di un incubatore di startup a Marsiglia, denominato ZEBOX, in collaborazione con Accenture, BNP Paribas, EY, lo spedizioniere Centrimex e CEVA.
Nel febbraio 2021, il gruppo compie un nuovo passo con la creazione di CMA CGM Air Cargo, la sua divisione specializzata nel trasporto aereo. Per sostenere la crescita in questo mercato in crescita, la flotta della divisione, composta da quattro aerei cargo Airbus A330, sarà in seguito rafforzata da 2 Boeing 777 full cargo nel 2022  e 4 A350 F (consegna prevista a partire dal 2025).
Sempre nel 2021, per soddisfare l'eccezionale domanda di trasporti determinata dalla forte ripresa dell'economia globale, il gruppo acquisisce ulteriori navi e rafforza la sua flotta di container. Rodolphe Saadé decide inoltre di congelare i noli spot nel settembre 2021 al febbraio 2022, per favorire un rapporto di lungo termine con i clienti del gruppo. L'acquisizione di terminal strategici, come Fenix Marine Service nel porto di Los Angeles, consente al gruppo di rafforzare il controllo delle catene di fornitura.
È considerato vicino a Emmanuel Macron. Nel giugno 2022 Rodolphe Saadé è entrato nel consiglio d'amministrazione di Air France-KLM

## Vita privata
È sposato con Véronique Albertini-Saadé, ex numero due della Compagnie du Ponant, che ha lasciato l'azienda nell'ottobre 2020 dopo l'acquisizione da parte della holding di François-Henri Pinault. I tre figli condividono il 70% del capitale della CMA CGM e sono già azienda.
Rodolphe Saadé ha in particolare una residenza a Marsiglia e una villa a Saint-Tropez acquistata per 27 milioni di euro nel 2021 da Danièle Thompson.

## Premi e riconoscimenti
- Cavaliere della Legion d'Onore (2017)